# Itaú de Minas
Itaú de Minas is een gemeente in de Braziliaanse deelstaat Minas Gerais. De gemeente telt 15.257 inwoners (schatting 2009).

## Aangrenzende gemeenten
De gemeente grenst aan Cássia, Fortaleza de Minas, Passos en Pratápolis.